# Rafael Viteri
Rafael María Viteri Chavarri (Bilbao, 11 luglio 1952) è un ex calciatore spagnolo.

## Carriera
In attività giocava come attaccante. Con l'Atlético Bilbao vinse una Coppa del Generalissimo, mentre col Burgos vinse un campionato di Segunda División. Ha disputato un totale di 78 incontri di Primera División, segnando 19 gol.

## Palmarès

### Club

#### Competizioni nazionali
- Coppa di Spagna: 1

Atlético Bilbao: 1972-1973
- Segunda División (Spagna): 1

Burgos: 1975-1976